# Universidad de Khalifa
Universidad de Khalifa (en el original: جامعة خليفة, también conocida como Universidad de Ciencia, Tecnología e Investigación Khalifa o KUSTAR) es una universidad enfocada en la ciencia que se encuentra en Abu Dhabi, Emiratos Árabes Unidos, con un campus satélite en Sharjah. En 2017, fue clasificada como la 401 mejor universidad del mundo por el ranking QS.
La universidad fue fundada en 2007 por un decreto emitido por el presidente, Khalifa bin Zayed Al Nahyan. La Universidad de Khalifa fue creada en un esfuerzo para apoyar una economía basada en el conocimiento que contribuya a un futuro post-petróleo de estado.
Actualmente, la universidad se está fusionando con el Instituto del Petróleo y el Instituto Masdar de Ciencia y Tecnología . Es frecuentada por cerca de 1300 estudiantes.

## Historia
Originalmente establecida en 1989 como el Colegio de Ingeniería Etisalat (ECE), el campus principal de la escuela fue construida en Sharjah y dirigido a proporcionar a los trabajadores capacitados tecnológicamente de Emirates Telecommunications Corporation (Etisalat).
El presidente de la Universidad de Khalifa, Tod A. Laursen, fue nombrado en agosto de 2010. A partir de 2013, la universidad y su equipo estaban compuesta su cuerpo estudiantil por más de 40 países internacionales diversificados y coeducativos.

## Organización
La Universidad de Khalifa ofrece ocho grados de graduación a través de su Colegio de Ingeniería, y siete programas de postgrado de estudio bajo la Facultad de Ingeniería y el Instituto de Seguridad Internacional y Civil.

### Internacional y seguridad pública
Distinguido en el Golfo, el Instituto Internacional y de Seguridad Pública (IICS) en la Universidad de Khalifa pide «la investigación de productos que mejorarán la seguridad EAU con el fin de satisfacer las necesidades de seguridad nacional y global de toma de decisiones ... permitiendo que el programa haga grandes contribuciones que refuercen la seguridad regional, internacional y humana».